# Agrotis fasicola
Agrotis fasicola là một loài bướm đêm trong họ Noctuidae.